# Józef Jarmużyński
Józef Jarmużyński (ur. 1858, zm. 14 listopada 1936 w Warszawie), artysta grafik, specjalizujący się w drzeworycie sztorcowym, a także urzędnik kolei warszawsko-wiedeńskiej.

## Życiorys
Współpracował niemal wyłącznie z „Tygodnikiem Ilustrowanym”, do którego wykonał ponad 100 drzeworytów w latach 1875–87 i 1892, odtwarzając rysunki i obrazy artystów polskich i obcych. Z ważniejszych prac: Czumaki - Tadeusza Ajdukiewicza; Wystawa dzieł sztuki w Warszawie, Brama ze skał w Ojcowie i Na pasterkę - Feliksa Brzozowskiego; Przed Teatrem Wielkim i W Ogrodzie Saskim - Józefa Ejsmonda; Z Sieciechowskiej puszczy i Nad Pilicą - Jana Konopackiego; Nabożeństwo pasyjne, Stożenie siana, U handlarza koni i W porębie - Apoloniusza Kędzierskiego; Widok ogólny Białej Cerkwi - Jana Kauzika, Przyjazd artystów teatrów prowincjonalnych - Stanisława Masłowskiego, Przy armacie i Przed pasterką - Feliksa Sypniewskiego, Kulig - Alfreda Wierusza Kowalskiego. Pochowany na Starych Powązkach w Warszawie (kwatera 37-1-12/13).

## Galeria wybranych drzeworytów

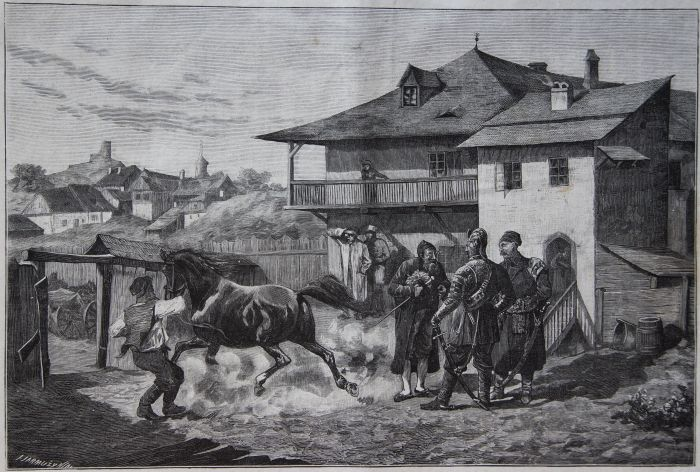
U handlarza koni, 1882
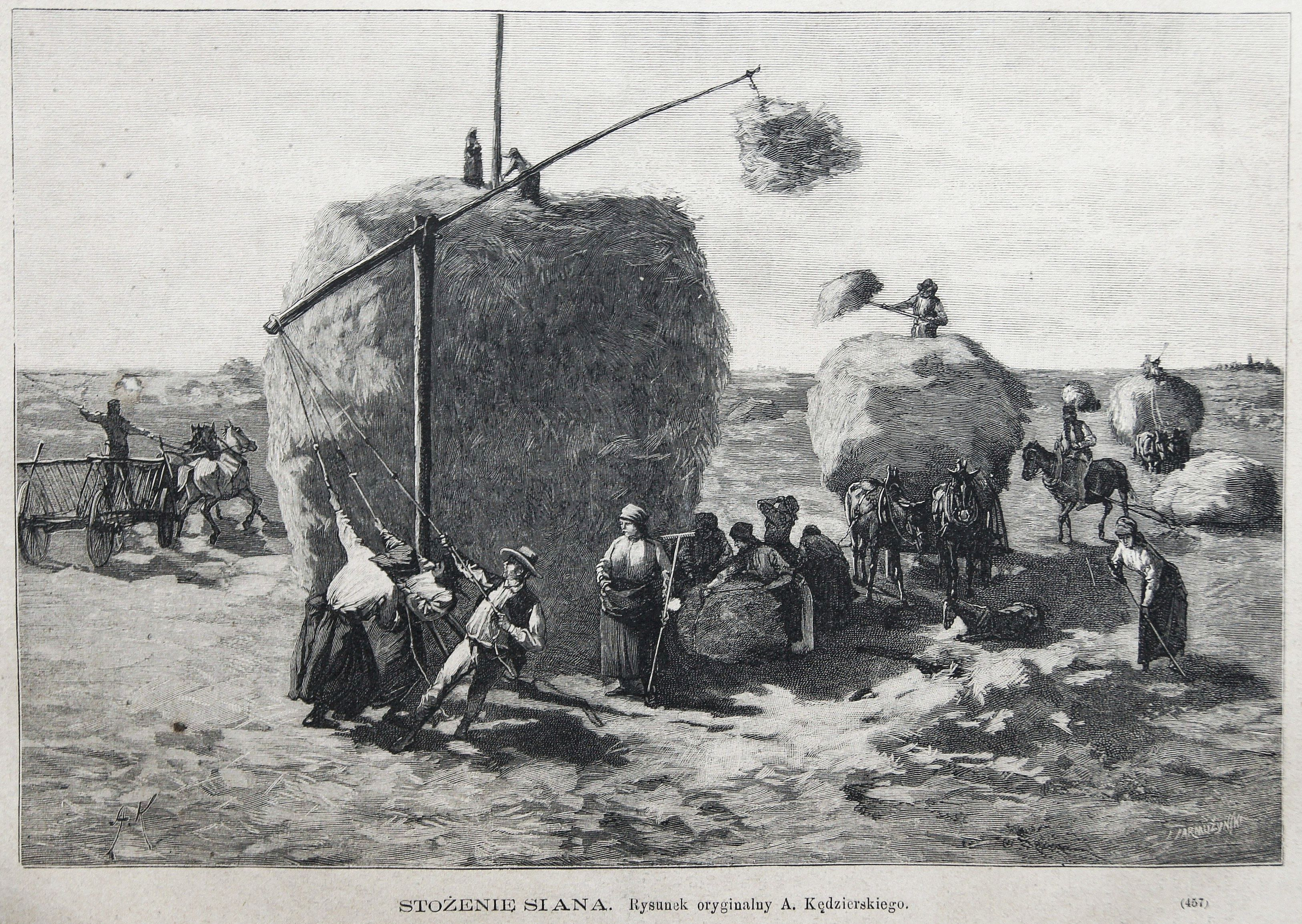
Stożenie siana, 1884
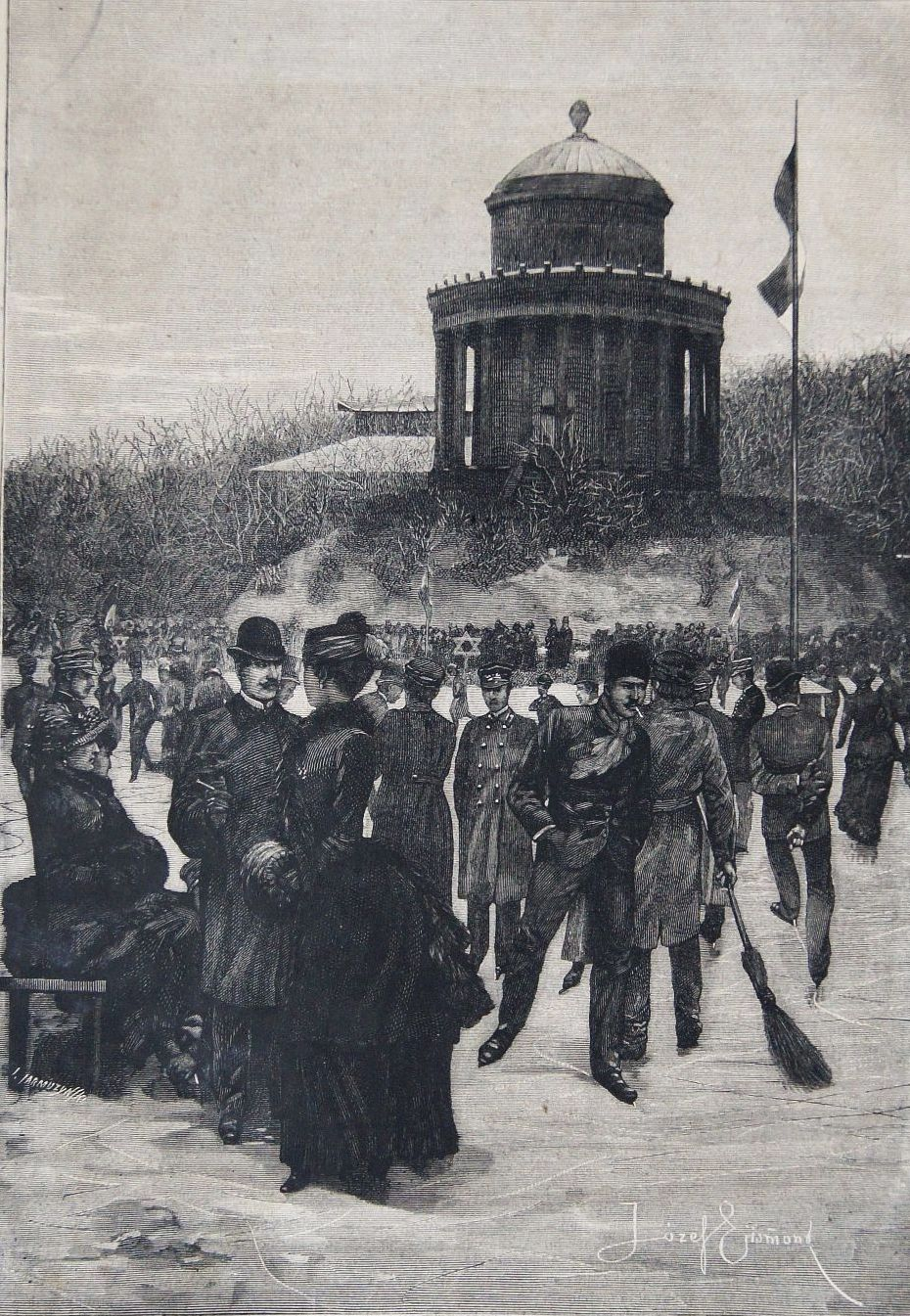
W Ogrodzie Saskim, 1884
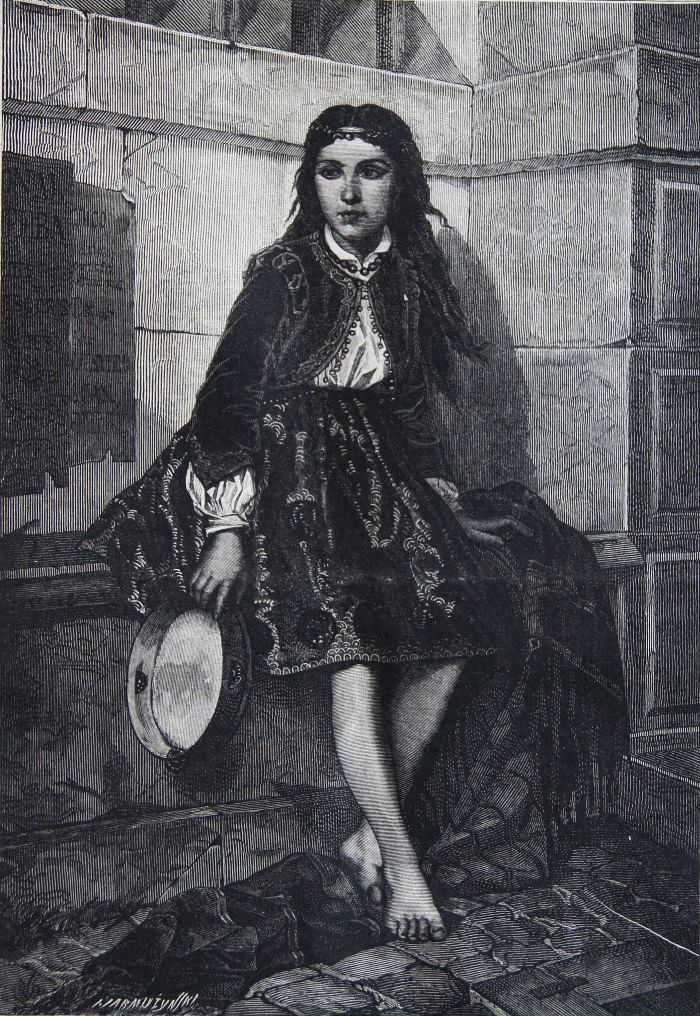
Tancerka hiszpańska, 1883
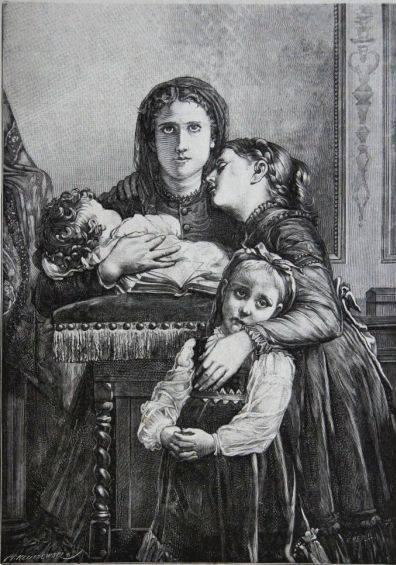
Sieroty, 1882
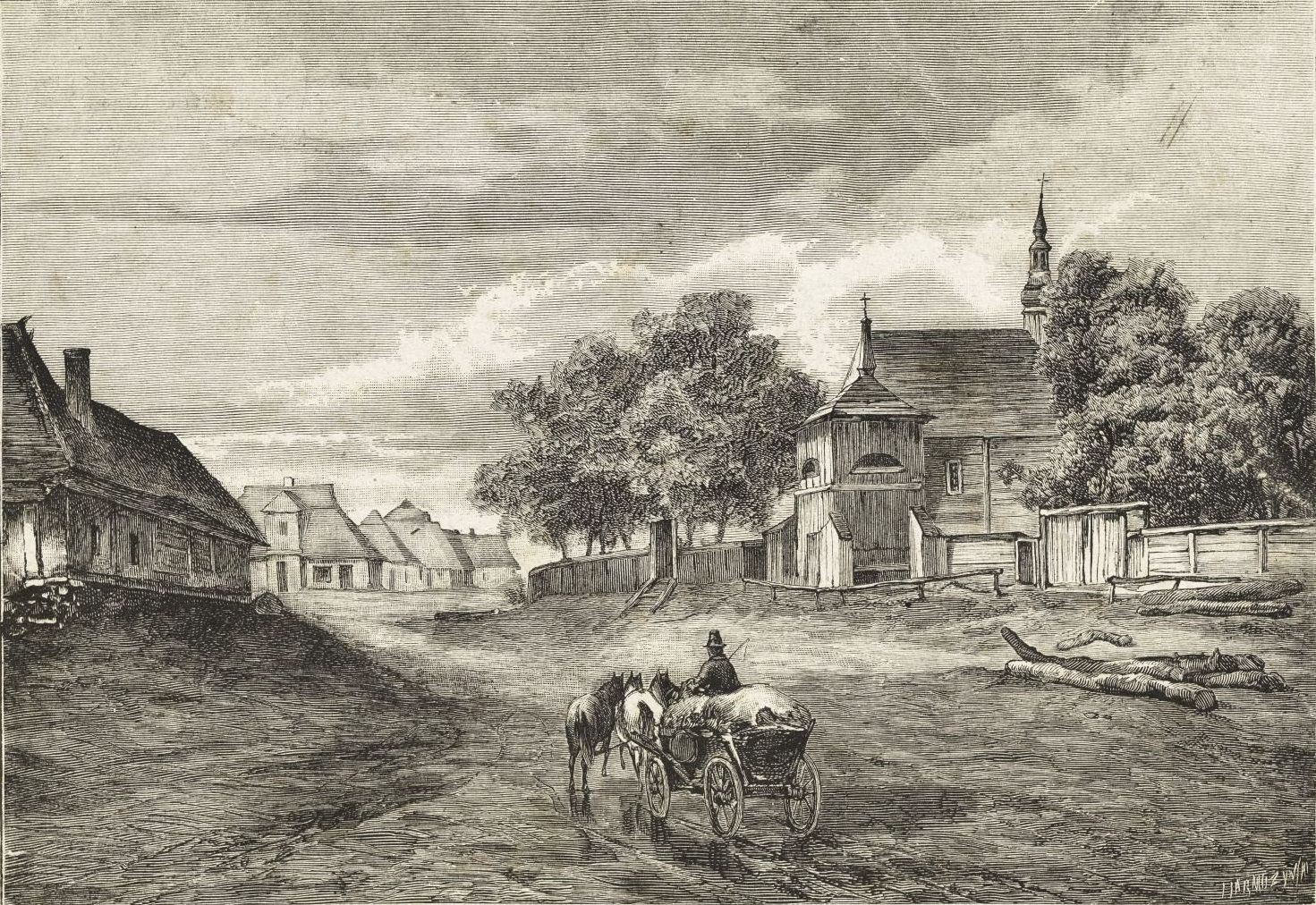
Mogielnica, 1882